# Lotus tenuis
Lotus glaber là một loài thực vật có hoa trong họ Đậu. Loài này được Waldst. & Kit. miêu tả khoa học đầu tiên.

## Hình ảnh

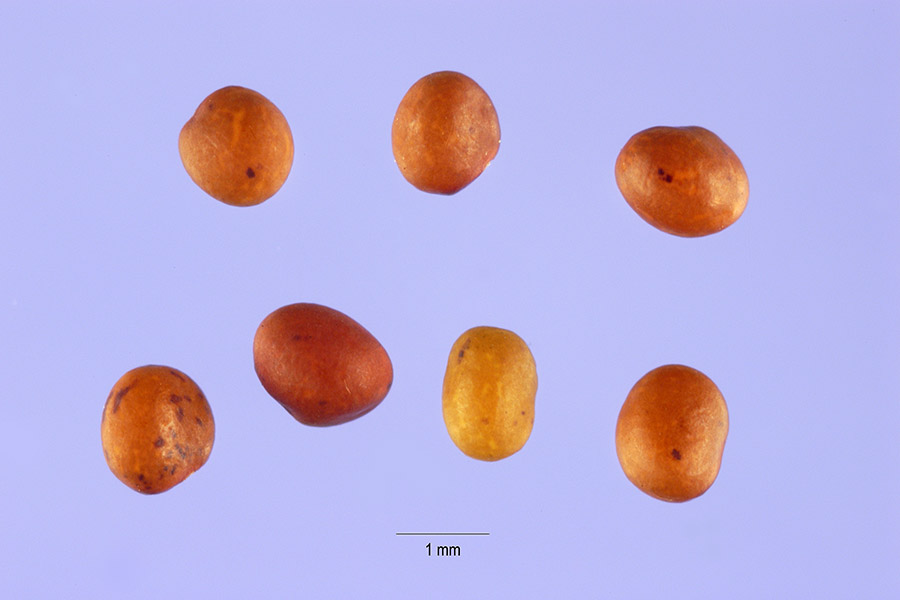
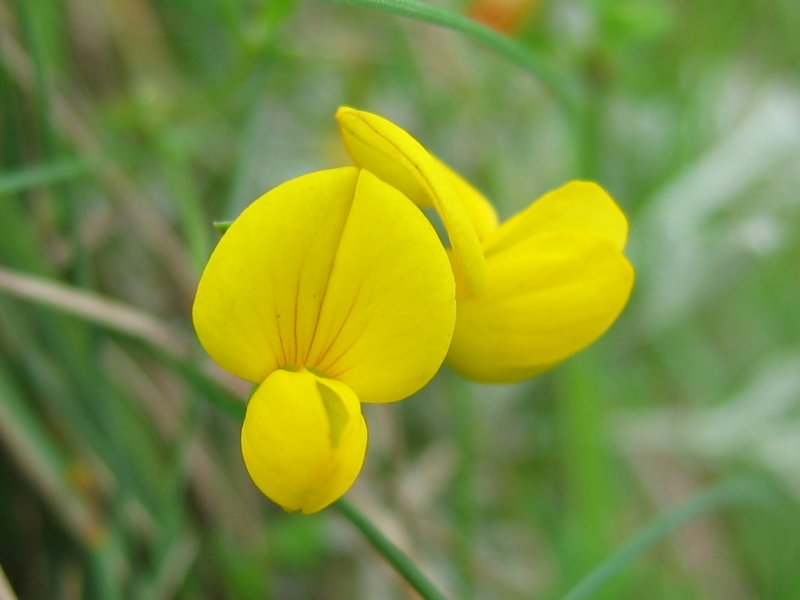
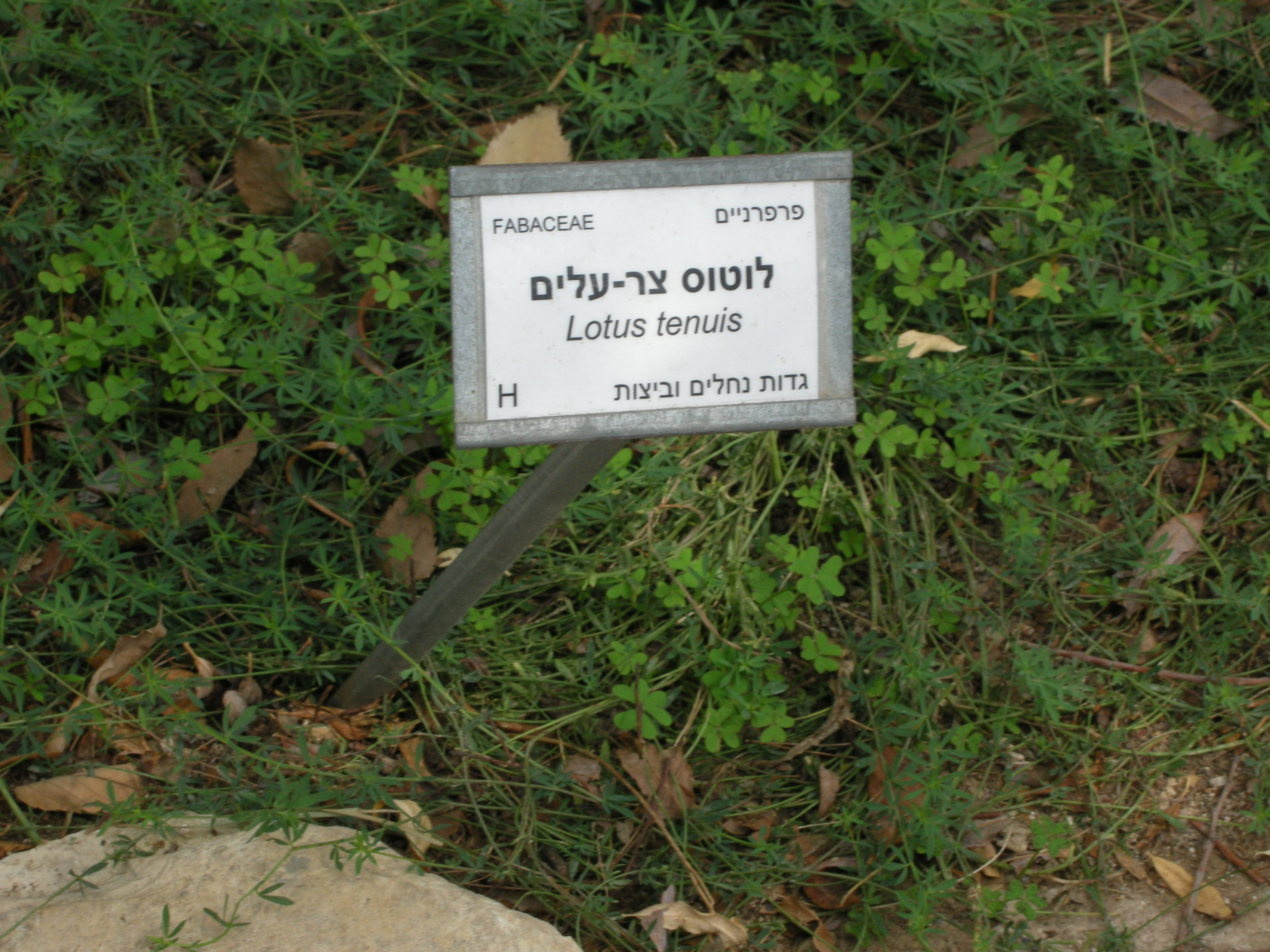